# Влагалищецветник
Влага́лищецве́тник, также Колеа́нтус, Колеант (лат. Coleánthus), — монотипный род растений семейства Злаки, или Мятликовые (Poaceae). Образует монотипную подтрибу Влага́лищецве́тниковые (Coleánthinae) в трибе Мятликовые (Poeae). Включает единственный вид — Влагалищецветник ма́ленький, или Влагалищецветник то́нкий (Coleanthus súbtilis).

## Ботаническое описание

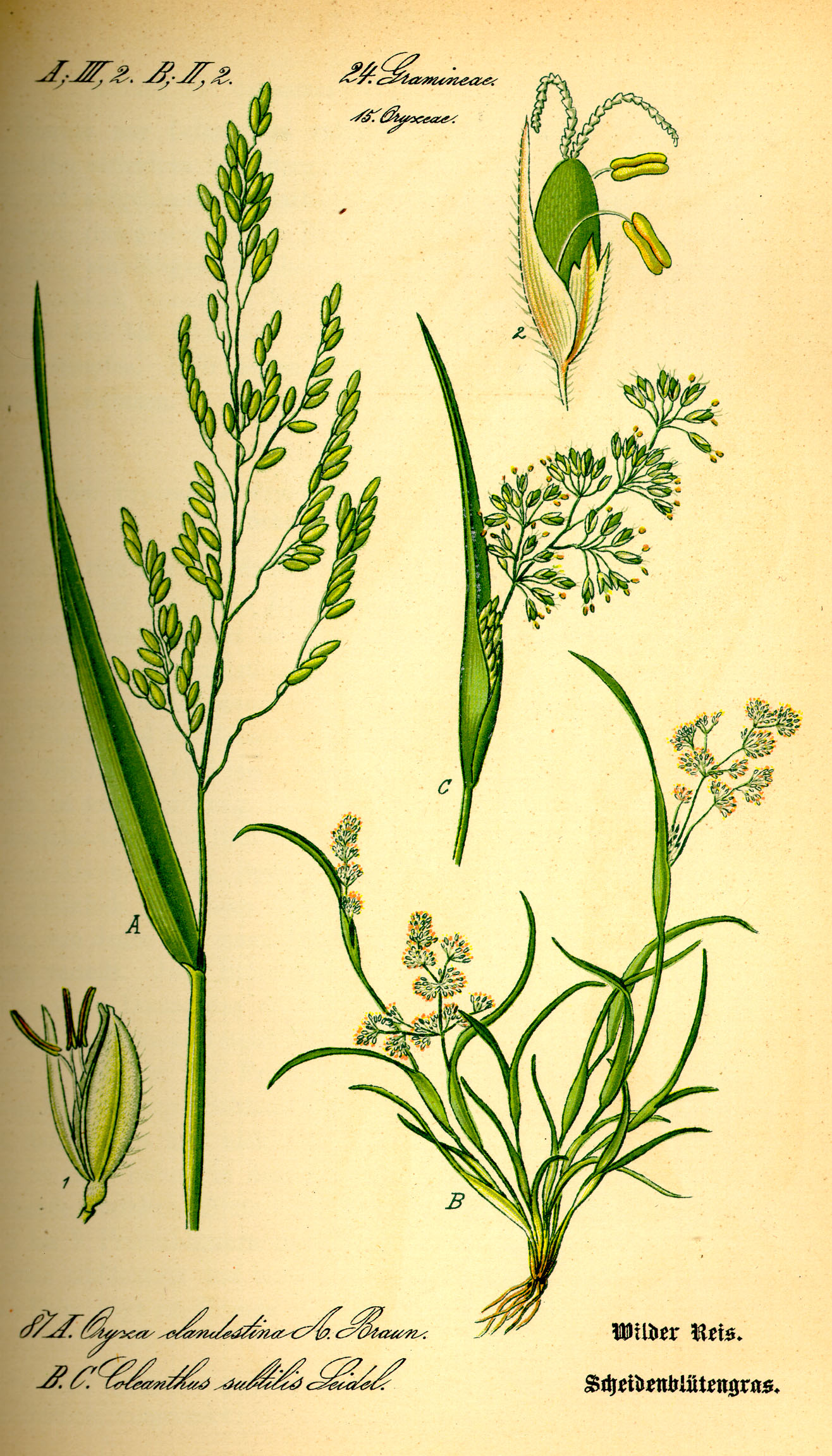
Леерсия рисовидная (слева, обозначена буквой A) и влагалищецветник маленький (справа, буквы B и C).

Однолетние травянистые растения, 1,5—10 см высотой. Корни тонкие, мочковатые. Побеги лежачие или восходящие; стебли голые, ветвятся от основания. Листья ланцетно-линейные, линейные или узколинейные, плоские или вдоль сложенные, серповидно загнутые, голые, гладкие, 1—4 мм шириной. Влагалища на ½—⅔ от основания замкнутые, без ушек, голые, гладкие; у верхних листьев воронкообразно вздутые, охватывают основания соцветий. Язычки перепончатые, голые, гладкие, 1—3 мм длиной.
Общее соцветие — метёлка, до 3 см длиной. Колоски одноцветковые, 0,8—1,3 мм длиной, собраны по 15—50 в зонтикообразные пучки.
Колосковые чешуи и цветковые плёнки отсутствуют. Нижняя цветковая чешуя равна колоску, широколанцетная или яйцевидная, перепончатая, безостая, с остроконечием, слабокилеватая, жилок 1—3. Верхняя цветковая чешуя в 1,5 раза короче нижней, жилок 2. Чешуи по жилкам ресничатые. Тычинок две, пыльники 0,3—0,4 мм длиной; завязь голая, рыльца коротковолосистые.
Плод — свободная, цилиндрически-овальная зерновка, 1,7—2,1 мм длиной; рубчик овальный. Цветение в июле—октябре. Максимальная численность особей наблюдается в августе или сентябре, но нередко сдвигается на июль или октябрь в связи с более ранним или более поздним выходом отмелей из воды.

## Таксономия
Coleanthus Seidl ex Roem. & Schult., Systema Vegetabilium 2: 276. 1817. nom. cons.

### Синонимика
Рода
- Schmidtia Tratt. (1816), nom. rej.
- Reimbolea Sternb. ex Roth (1827), nom. superfl.

Вида
- Schmidtia subtilis Tratt. (1816)basionym
- Schmidtia utricularia J.Presl & C.Presl (1819), nom. superfl.
- Schmidtia utriculata J.Presl & C.Presl (1819), nom. nud.
- Schmidtia utriculosa Sternb. (1819)
- Wilibalda subtilis (Tratt.) Roth (1827)
- Zizania subtilis (Tratt.) Raspail (1825)